# Соляная дорога
Соляная дорога (лат. Via Salaria) — древний торговый путь, по которому проходила транспортировка соли от солончаков в устье Тибра во внутренние районы Апеннинского полуострова, что отражено в названии дороги.
Соляная дорога обеспечивала Риму монополию на соль и стала одним из источников процветания города. Участок дороги от побережья до Рима получил название Via Campana. В Риме дорога начиналась у Коллинских ворот Сервиевой стены, затем проходила через Порта Салария стены Аврелиана и вела через внутренние районы Центральной Италии до Труэнтского лагеря (Castrum Truentinum, ныне Мартинсикуро) на побережье Адриатического моря. Протяжённость дороги составляла 242 километра.
Дорога проходила через Реату (ныне Риети), Interocrium (Антродоко) и Аскул (Асколи-Пичено).
Вдоль дороги расположены подземные захоронения — катакомбы, в основном христианские: цеметерий Jordanorum ad S. Alexandrorum, катакомбы святого Панфила, Присциллы (языческие и христианские захоронения), Тразона, святой Фелиции. Среди прочих здесь был похоронен Иасон Римский.